# Xenia kusimotoensis
Xenia kusimotoensis är en korallart som beskrevs av Huzio Utinomi 1955. Xenia kusimotoensis ingår i släktet Xenia och familjen Xeniidae. Inga underarter finns listade i Catalogue of Life.